# Alexandru Bidirel
Alexandru Bidirel (* 5. Dezember 1918 in Ciprian Porumbescu, Kreis Suceava; † 12. Juli 1985 in Suceava) war ein Violinist aus der Bukowina.
Er wird in der Forschung als prägend für die stilistische und künstlerische Form der traditionellen Musik der Bukowina bewertet.

## Leben und Wirken
Er stammte aus einer Geigerfamilie aus der Südbukowina mit alten musikalischen Traditionen. Er zeichnete sich auch durch die Einführung neuer Interpretationselemente aus, die aus der Praxis anderer Musikstile entlehnt wurden, wie z. B. denen der Kaffeehaus- oder der klassischen Musik. Das Jahr 1974, als Bidirel mit dem Orchester Ansamblului de Cântece și Dansuri „Ciprian Porumbescu“ bei Electrecord eine LP mit zwanzig Liedern aufnahm, kann als Höhepunkt seiner Karriere angesehen werden. Obwohl ihm angeboten wurde, als erster Geiger im Radioorchester in Bukarest zu spielen, lehnte er ab, weil es nicht möglich gewesen wäre, seine Familie in die Hauptstadt zu holen. Seine individuellen Auftritte erwiesen sich als wichtig für die gesamte lokale Kultur. Bidirel gehörte zu jenen Musikern, die sowohl zum grenzüberschreitenden Export der lokalen Volksmusik beitrugen, als auch zu denen, die durch ihr Repertoire die Beziehung zwischen traditioneller und klassischer Musik vermittelten.

## Diskografie
- 25 de piese cântate la vioară alături de către cobzarul Ilie Bolea, înregistrate de către folcloristul Constantin Brăiloiu, 1934[3]
- Ardelenească Bucovineană + Rusească Bucovineană (SP), Orchestra Bucovineană Alexandru Bidirel, Electrecord, 1937[10]
- 5 piese înregistrate pentru Arhiva de Folclor a Societății Compozitorilor Români, 1938[3]
- Corăbeasca en Roumanie – Musique de villages: Moldavie – Fundu Moldovei et Bucovina, AMP X, Archives internationales de musique populaire; Musée d’ethnographie de Genève (mit Constantin Brăiloiu)[11]
- Înregistrări cu Orchestra de muzică populară a Radiodifuziunii, sub bacheta dirijorului Victor Predescu, 1956[6]
- Alexandru Bidirel – Un virtuose du violin (LP, album), Seria:Trésors Folkloriques Roumains, Electrecord, 1974[4][5]